# 兰茨胡特县
兰茨胡特县（德語：Landkreis Landshut）是德国巴伐利亚州的一个县，隶属于下巴伐利亚行政区，首府兰茨胡特。

## 華語譯名
由於兩岸對於德國行政區「Landkreis」及地名翻譯的不同，台灣稱為「蘭休特郡」；中國大陸稱為「兰茨胡特县」。

## 地理
兰茨胡特县西北面与凯尔海姆县，北面与雷根斯堡县，东北面与施特劳宾-博根县，东面与丁戈尔芬-兰道县和罗塔尔-因县，南面与因河畔米尔多夫县和埃尔丁县，西面与弗赖辛县相邻，兰茨胡特市被包围在兰茨胡特县内。